# Prima Categoria Lazio 1960-1961
Il campionato di calcio di Prima Categoria 1960-1961 è stato il quinto livello del campionato italiano, il massimo a carattere regionale. Fu il secondo campionato dilettantistico con questo nome dopo la riforma voluta da Zauli del 1958.
Questi sono i gironi organizzati dal Comitato Regionale Laziale per la regione Lazio.

## Girone A

### Squadre partecipanti
| Club                       | Città              | Stagione precedente                              |
| -------------------------- | ------------------ | ------------------------------------------------ |
| S.S. A.L.M.A.S.            | Roma               | 2º posto nel girone C dei Prima Categoria Lazio  |
| G.C. A.T.A.C.              | Roma               | 2º posto nel girone C dei Prima Categoria Lazio  |
| G.S. Acicalcio             | Roma               | 5º posto nel girone C dei Prima Categoria Lazio  |
| A.S. Bettini Quadraro      | Roma               | 12º posto nel girone B dei Prima Categoria Lazio |
| U.S. Civitavecchiese       | Civitavecchia (RM) | 1º posto nel girone A dei Prima Categoria Lazio  |
| F.B.C. Ennio Mancini       | Civitavecchia (RM) | 5º posto nel girone A dei Prima Categoria Lazio  |
| G.S. Fiumicino             | Fiumicino (RM)     | 8º posto nel girone A dei Prima Categoria Lazio  |
| S.S. Humanitas             | Roma               | 7º posto nel girone B dei Prima Categoria Lazio  |
| G.S. INA-Casa              | Roma               | 9º posto nel girone B dei Prima Categoria Lazio  |
| C.R.A.L. Az.Agr. Maccarese | Maccarese (RM)     | 9º posto nel girone A dei Prima Categoria Lazio  |
| Nuova Tormarancia          | Roma               | ?                                                |
| A.S. Ostia Mare            | Ostia (RM)         | 5º posto nel girone A dei Prima Categoria Lazio  |
| S.P. Tarquinia             | Tarquinia (VT)     | ?                                                |
| A.S. Torre in Pietra       | Roma               | 10º posto nel girone A dei Prima Categoria Lazio |

### Classifica finale
|  | Pos. | Squadra           | Pt | G  | V  | N  | P  | GF | GS |
|  | ---- | ----------------- | -- | -- | -- | -- | -- | -- | -- |
|  | 1.   | ALMAS             | 43 | 26 | 20 | 3  | 3  | 66 | 20 |
|  | 2.   | ATAC              | 36 | 26 | 12 | 12 | 2  | 42 | 20 |
|  | 3.   | Acicalcio         | 35 | 26 | 14 | 7  | 5  | 46 | 19 |
|  | 4.   | Civitavecchiese   | 33 | 26 | 14 | 5  | 7  | 41 | 26 |
|  | 5.   | Humanitas         | 27 | 26 | 10 | 7  | 9  | 39 | 37 |
|  | 6.   | Ostia Mare        | 25 | 26 | 8  | 9  | 9  | 23 | 24 |
|  | 7.   | Bettini Quadraro  | 24 | 26 | 8  | 8  | 10 | 31 | 35 |
|  | 8.   | INA-Casa          | 23 | 26 | 8  | 7  | 11 | 34 | 41 |
|  | 8.   | Tarquinia         | 23 | 26 | 7  | 9  | 10 | 22 | 35 |
|  | 10.  | Fiumicino         | 22 | 26 | 7  | 8  | 11 | 25 | 34 |
|  | 10.  | Ennio Mancini     | 22 | 26 | 6  | 10 | 10 | 17 | 29 |
|  | 12.  | Maccarese         | 20 | 26 | 6  | 8  | 12 | 21 | 42 |
|  | 13.  | Torre in Pietra   | 16 | 26 | 2  | 12 | 12 | 13 | 34 |
|  | 14.  | Nuova Tormarancia | 15 | 26 | 4  | 7  | 15 | 39 | 63 |

Legenda:
      Ammessa alle finali regionali.
      Retrocessa in Seconda Categoria Lazio 1961-1962.
Regolamento:
Due punti a vittoria, uno a pareggio, zero a sconfitta.
In caso di pari punti per le squadre fuori dalla zona promozione e retrocessione era in vigore il pari merito. Per squadre coinvolte in promozione e retrocessione era previsto lo spareggio.

## Girone B

### Squadre partecipanti
| Club                      | Città             | Stagione precedente                              |
| ------------------------- | ----------------- | ------------------------------------------------ |
| C.R.A.L. Az. Alitalia     | Roma              | ?                                                |
| A.S. Astrea               | Roma              | 5º posto nel girone A dei Prima Categoria Lazio  |
| C.R.A.L. Az. Autovox      | Roma              | 3º posto nel girone A dei Prima Categoria Lazio  |
| A.S. Bracciano            | Bracciano (RM)    | 5º posto nel girone B dei Prima Categoria Lazio  |
| ?.?. Limonappia           | Roma              | ?                                                |
| Pol. Monterotondo         | Monterotondo (RM) | 8º posto nel girone B dei Prima Categoria Lazio  |
| A.S. Olympia              | Rieti             | ?                                                |
| A.S. Quarticciolo         | Roma              | 11º posto nel girone A dei Prima Categoria Lazio |
| S.S. Rieti                | Rieti             | 17º posto nel girone D della Serie D             |
| S.S. San Lorenzo          | Roma              | 12º posto nel girone A dei Prima Categoria Lazio |
| G.S. S.T.E.F.E.R.         | Roma              | 1º posto nel girone B dei Prima Categoria Lazio  |
| U.S. Viterbese            | Viterbo           | 4º posto nel girone B dei Prima Categoria Lazio  |
| A.C. Viterbo              | Viterbo           | ?                                                |
| A.S. Zucchet Passo Corese | Passo Corese (RI) | 2º posto nel girone B dei Prima Categoria Lazio  |

### Classifica finale
|  | Pos. | Squadra              | Pt | G  | V  | N  | P  | GF | GS |
|  | ---- | -------------------- | -- | -- | -- | -- | -- | -- | -- |
|  | 1.   | Rieti                | 41 | 26 | 18 | 5  | 3  | 54 | 21 |
|  | 2.   | Viterbo              | 33 | 26 | 13 | 7  | 6  | 34 | 25 |
|  | 3.   | Viterbese            | 32 | 26 | 11 | 10 | 5  | 35 | 34 |
|  | 4.   | Zucchet Passo Corese | 31 | 26 | 13 | 5  | 8  | 43 | 24 |
|  | 4.   | Alitalia             | 31 | 26 | 12 | 7  | 7  | 36 | 26 |
|  | 6.   | STEFER Roma          | 30 | 26 | 11 | 8  | 7  | 32 | 23 |
|  | 7.   | Autovox              | 29 | 26 | 12 | 5  | 9  | 34 | 25 |
|  | 7.   | Bracciano            | 29 | 26 | 11 | 7  | 8  | 30 | 27 |
|  | 9.   | Limonappia           | 27 | 26 | 8  | 11 | 7  | 34 | 26 |
|  | 10.  | Quarticciolo         | 23 | 26 | 9  | 5  | 12 | 37 | 38 |
|  | 11.  | Astrea               | 18 | 26 | 6  | 6  | 14 | 18 | 32 |
|  | 12.  | San Lorenzo Roma     | 16 | 26 | 4  | 8  | 14 | 24 | 38 |
|  | 13.  | Monterotondo         | 14 | 26 | 5  | 4  | 17 | 21 | 55 |
|  | 14.  | Olympia Rieti        | 10 | 26 | 3  | 4  | 19 | 17 | 55 |

Legenda:
      Ammessa alle finali regionali.
      Retrocessa in Seconda Categoria Lazio 1961-1962.
Regolamento:
Due punti a vittoria, uno a pareggio, zero a sconfitta.
In caso di pari punti per le squadre fuori dalla zona promozione e retrocessione era in vigore il pari merito. Per squadre coinvolte in promozione e retrocessione era previsto lo spareggio.

## Girone C

### Squadre partecipanti
| Club                | Città                    | Stagione precedente                              |
| ------------------- | ------------------------ | ------------------------------------------------ |
| U.S. Albatrastevere | Roma                     | 9º posto nel girone B dei Prima Categoria Lazio  |
| A.S. Anzio          | Anzio (RM)               | 2º posto nel girone A dei Prima Categoria Lazio  |
| S.S. Artiglio       | Roma                     | 6º posto nel girone B dei Prima Categoria Lazio  |
| A.S. Cynthia        | Genzano di Roma (RM)     | 7º posto nel girone D dei Prima Categoria Lazio  |
| ?.?. Flaminio       | Roma                     | 11º posto nel girone C dei Prima Categoria Lazio |
| A.S. Frascati       | Frascati (RM)            | 8º posto nel girone C dei Prima Categoria Lazio  |
| U.S. Lauretana      | Guidonia Montecelio (RM) | 12º posto nel girone C dei Prima Categoria Lazio |
| A.S. Nettuno        | Nettuno (RM)             | 4º posto nel girone A dei Prima Categoria Lazio  |
| G.S. O.M.I.         | Roma                     | 3º posto nel girone B dei Prima Categoria Lazio  |
| G.S. P.T.T. Roma    | Roma                     | ?                                                |
| U.S. Rocca di Papa  | Rocca di Papa (RM)       | 9º posto nel girone C dei Prima Categoria Lazio  |
| S.S. Tivoli         | Tivoli (RM)              | 2º posto nel girone C dei Prima Categoria Lazio  |
| S.S. Vivace         | Grottaferrata (RM)       | 6º posto nel girone C dei Prima Categoria Lazio  |
| U.S. Volsinio       | Roma                     | 9º posto nel girone C dei Prima Categoria Lazio  |

### Classifica finale
|  | Pos. | Squadra        | Pt | G  | V  | N  | P  | GF | GS |
|  | ---- | -------------- | -- | -- | -- | -- | -- | -- | -- |
|  | 1.   | Anzio          | 44 | 26 | 21 | 2  | 3  | 64 | 17 |
|  | 2.   | Tivoli         | 40 | 26 | 17 | 6  | 3  | 50 | 18 |
|  | 2.   | OMI Roma       | 40 | 26 | 18 | 4  | 4  | 44 | 20 |
|  | 4.   | Nettuno        | 30 | 26 | 12 | 6  | 8  | 43 | 25 |
|  | 5.   | PTT Roma       | 29 | 26 | 12 | 5  | 9  | 31 | 32 |
|  | 6.   | Cynthia        | 27 | 26 | 9  | 9  | 8  | 42 | 37 |
|  | 7.   | Albatrastevere | 25 | 26 | 10 | 5  | 11 | 33 | 36 |
|  | 8.   | Volsinio       | 22 | 26 | 5  | 12 | 9  | 18 | 33 |
|  | 9.   | Vivace         | 21 | 26 | 5  | 11 | 10 | 17 | 30 |
|  | 10.  | Frascati (-1)  | 20 | 26 | 9  | 3  | 14 | 40 | 35 |
|  | 11.  | Rocca di Papa  | 20 | 26 | 6  | 8  | 12 | 30 | 60 |
|  | 12.  | Flaminio Roma  | 20 | 26 | 4  | 12 | 10 | 20 | 31 |
|  | 13.  | Artiglio       | 15 | 26 | 5  | 5  | 16 | 16 | 43 |
|  | 14.  | Lauretana      | 10 | 26 | 0  | 10 | 16 | 17 | 48 |

Legenda:
      Ammessa alle finali regionali.
      Retrocessa in Seconda Categoria Lazio 1961-1962.
Regolamento:
Due punti a vittoria, uno a pareggio, zero a sconfitta.
In caso di pari punti per le squadre fuori dalla zona promozione e retrocessione era in vigore il pari merito. Per squadre coinvolte in promozione e retrocessione era previsto lo spareggio.
Note:
Il Frascati ha scontato 1 punto di penalizzazione.

## Girone D

### Squadre partecipanti
| Club                 | Città               | Stagione precedente                              |
| -------------------- | ------------------- | ------------------------------------------------ |
| A.C. Anitrella       | Anitrella (FR)      | ?                                                |
| A.C. Atina           | Atina (FR)          | 6º posto nel girone D dei Prima Categoria Lazio  |
| S.S. Cassino         | Cassino (FR)        | 3º posto nel girone D dei Prima Categoria Lazio  |
| A.S. Ceprano         | Ceprano (FR)        | 12º posto nel girone D dei Prima Categoria Lazio |
| U.S. Fondana         | Fondi (LT)          | 2º posto nel girone D dei Prima Categoria Lazio  |
| S.S. Formia          | Formia (LT)         | 8º posto nel girone D dei Prima Categoria Lazio  |
| U.S. Frosinone       | Frosinone           | 1º posto in Seconda Categoria Lazio              |
| Pol. Gaeta           | Gaeta               | 11º posto nel girone D dei Prima Categoria Lazio |
| U.S. Isola Liri      | Isola del Liri (FR) | 3º posto nel girone D dei Prima Categoria Lazio  |
| A.S. Kalorgas Latina | Latina              | 10º posto nel girone D dei Prima Categoria Lazio |
| A.S. Sezze           | Sezze (LT)          | ?                                                |
| U.S. Sora            | Sora (FR)           | 3º posto nel girone D dei Prima Categoria Lazio  |
| U.S. Terracinese     | Terracina (LT)      | 1º posto nel girone D dei Prima Categoria Lazio  |
| V.J.S. Velletri      | Velletri (RM)       | 8º posto nel girone D dei Prima Categoria Lazio  |

### Classifica finale
|  | Pos. | Squadra         | Pt | G  | V  | N | P  | GF | GS |
|  | ---- | --------------- | -- | -- | -- | - | -- | -- | -- |
|  | 1.   | Fondana         | 43 | 26 | 18 | 7 | 1  | 56 | 14 |
|  | 2.   | Formia          | 37 | 26 | 15 | 7 | 4  | 48 | 15 |
|  | 3.   | Sora            | 35 | 26 | 14 | 7 | 5  | 36 | 21 |
|  | 4.   | Isola Liri      | 32 | 26 | 12 | 8 | 6  | 40 | 27 |
|  | 5.   | Kalorgas Latina | 31 | 26 | 12 | 7 | 7  | 30 | 27 |
|  | 6.   | VJS Velletri    | 30 | 26 | 13 | 4 | 9  | 50 | 28 |
|  | 7.   | Terracinese     | 28 | 26 | 12 | 4 | 10 | 42 | 36 |
|  | 8.   | Atina           | 27 | 26 | 11 | 5 | 10 | 33 | 36 |
|  | 9.   | Cassino         | 25 | 26 | 10 | 5 | 11 | 41 | 37 |
|  | 10.  | Anitrella       | 23 | 26 | 10 | 3 | 13 | 42 | 37 |
|  | 11.  | Gaeta           | 21 | 26 | 10 | 1 | 15 | 36 | 40 |
|  | 12.  | Ceprano         | 17 | 26 | 7  | 3 | 16 | 28 | 58 |
|  | 13.  | Frosinone       | 8  | 26 | 2  | 4 | 20 | 14 | 73 |
|  | 14.  | Sezze           | 7  | 26 | 2  | 3 | 21 | 13 | 60 |

Legenda:
      Ammessa alle finali regionali.
      Retrocessa in Seconda Categoria Lazio 1961-1962.
Regolamento:
Due punti a vittoria, uno a pareggio, zero a sconfitta.
In caso di pari punti per le squadre fuori dalla zona promozione e retrocessione era in vigore il pari merito. Per squadre coinvolte in promozione e retrocessione era previsto lo spareggio.

## Girone finale
|  | Pos. | Squadra | Pt | G | V | N | P | GF | GS |
|  | ---- | ------- | -- | - | - | - | - | -- | -- |
|  | 1.   | Fondana | 7  | 6 | 3 | 1 | 2 | 6  | 7  |
|  | 2.   | ALMAS   | 6  | 6 | 2 | 2 | 2 | 5  | 6  |
|  | 3.   | Anzio   | 6  | 6 | 3 | 0 | 3 | 9  | 6  |
|  | 4.   | Rieti   | 5  | 6 | 2 | 1 | 3 | 8  | 5  |

Legenda:
      Promossa in Serie D 1961-1962.
Regolamento:
Due punti a vittoria, uno a pareggio, zero a sconfitta.